# Miss Geek Africa
Miss Geek Africa ist ein afrikanischer Wettbewerb für Mädchen und junge Frauen zwischen 13 und 25 Jahren, die sich der Lösung technologischer Alltagsprobleme vor Ort widmen und der ursprünglich als Miss Geek Rwanda 2014 zum ersten Mal ausgerichtet worden ist. Ab 2017 etablierte sich der Wettbewerb unter dem Namen Miss Geek Africa in 16 und ab 2018 in 22 Ländern Afrikas. Die Teilnehmerinnen, die auf die ersten drei Plätze gewählt werden, erhalten Geldpreise und eine institutionelle Weiterbildung. Die Gewinnerin wird zudem noch mit einer weiteren finanziellen Unterstützung ausgezeichnet.
Der Wettbewerb wurde geschaffen, um bei jungen Frauen in Afrika das Interesse an den MINT-Fächern zu wecken und als Berufsziel zu wählen.
Finanziert wird das Programm von der UNESCO.

## Preisträgerinnen
Miss Geek Rwanda
- 2014 – Nancy Sibo entwickelte eine App, die es ermöglicht, dass Tierhalter die Trächtigkeit ihrer Kühe und deren Milchproduktivität beobachten können.[9]
- 2015 – Vanessa Mutesi entwickelte eine Anwendung, die sie Rwanda Online Open School nannte, welche Hilfsmittel zur Förderung von Fernstudien für Studenten zur Verfügung stellt.[10][11]
- 2016 – Rosine Mwiseneza entwickelte eine Bewässerungs-App, die es Landwirten ermöglicht, die Feuchtigkeit ihrer Böden zu beobachten und bei Trockenheit die Bewässerungsanlagen automatisch einzuschalten.[12][13]

Miss Geek Africa
- 2017 – Ruth Njeri Waiganjo aus Kenia entwickelte eine Safe Drive App für den Straßenverkehr, die den Schutz vor Unfällen erhöht.[14][15]
- 2018 – Salissou Hassane Latifa aus dem Niger entwickelte eine Software auf der Basis der Saro App, eine „First Responder“-App, die Notfall-Hilfsdiensten auf dem Weg zu den Einsatzorten erste Informationen zu der Art des möglichen Einsatzes gibt.[4][14][6] Die ersten drei Preisträgerinnen erhielten Geldpreise und professionelle Unterstützung zur Weiterbildung.[16]
- 2019 – Josephine Uwase Ndeze aus der Demokratischen Republik Kongo entwickelte eine App, die es Schwangeren ermöglicht, jederzeit ihren Gesundheitszustand abzurufen.[17]